# Granatnik Mk 19

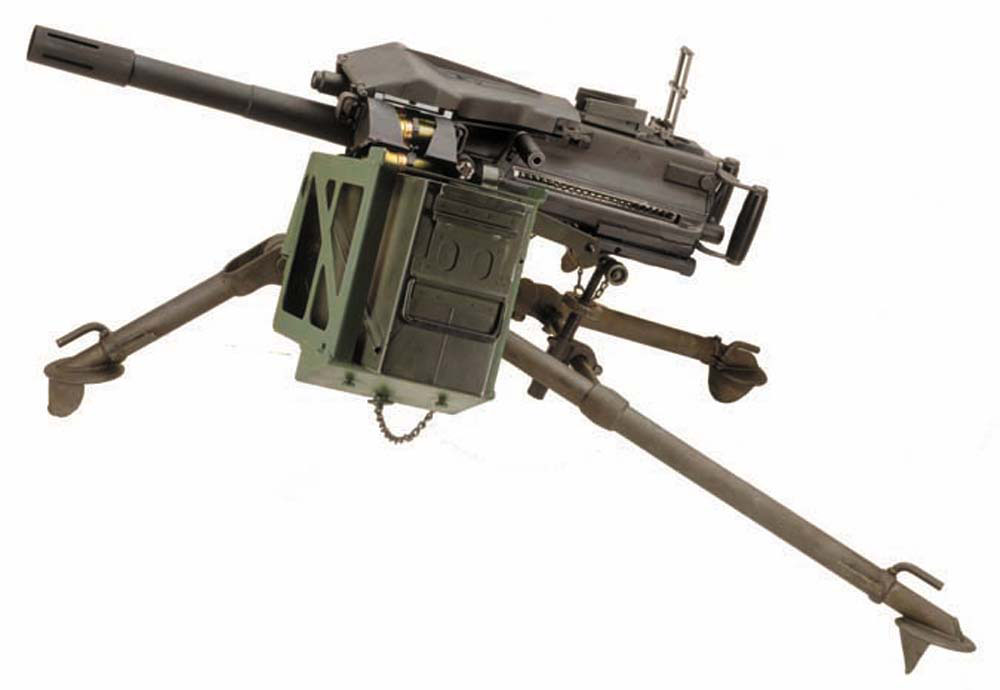
Mk 19 mod 3 na podstawie trójnożnej

Mk 19 – amerykański granatnik automatyczny kalibru 40 mm, na nabój 40 × 53 mm.

## Historia konstrukcji
W lipcu 1966 roku US Naval Ordnance Station w Louisville rozpoczęła na zlecenie US Navy prace nad granatnikiem automatycznym kalibru 40 mm. Marynarka planowała użycie takich granatników jako broni pokładowej rzecznych kanonierek patrolujących wietnamskie rzeki. Pierwszy prototyp nowej broni był gotowy na początku 1967 roku. Po testach broń została standaryzowana przez US Navy jako Mark 19 Model 0 (w skrócie Mk 19 Mod 0). Wyprodukowano 810 granatników tej wersji. Zostały one zgodnie z planami użyte głównie jako uzbrojenie rzecznych jednostek US Navy biorących udział w wojnie wietnamskiej.
W latach 1970–1971 583 granatniki Mk 19 Mod 0 zmodernizowano do wersji Mod 1, później uruchomiono produkcję zmodernizowanych granatników Mod 1. W USA wyprodukowano ich 761, na licencji w Izraelu 605 sztuk.
Kolejną wersją był Mk 19 Mod 2. Była to wersja o zmniejszonej masie. Nie trafiła ona do uzbrojenia, ale stała się podstawą do opracowania najpopularniejszej wersji Mk 19 Mod 3. Opracowanie wersji Mod 3 miało na celu zredukowanie liczby części, z których składa się granatnik, zwiększenie niezawodności, zmniejszenie kosztów wytwarzania i uproszczenie obsługi. W 1981 roku Mk 19 Mod 3 został przyjęty do uzbrojenia US Marine Corps, a później pozostałych rodzajów Sił Zbrojnych USA. Głównym producentem broni została w 1983 roku Saco Defence Inc. Do 1998 roku dostarczyła ona 21 000 granatników Mk 19 Mod 3. Ponadto licencyjną produkcję tej broni uruchomiły Israel Military Industries i południowokoreański wytwórca Daewoo Precision Industries. Poza krajami, w których jest produkowany na licencji, Mk 19 Mod 3 jest używany przez siły zbrojne ponad dwudziestu państw, w tym przez Wojska Lądowe, posiadające ok. 200 egzemplarzy Mk 19 Mod 3 (amunicja do nich jest produkowana m.in. w polskich zakładach Dezamet).
Granatniki Mk 19 Mod 3 znajdują się w uzbrojeniu Wojska Polskiego od 2007 roku (pierwsze 20 sztuk podarował Polsce Izrael).

## Opis konstrukcji
Mk 19 Mod 3 jest bronią automatyczną, samoczynną. Automatyka broni działała na zasadzie odrzutu zamka swobodnego. Granatnik strzela z zamka otwartego. Zasilanie z taśmy nabojowej, dwustopniowe. Granatnik był wyposażony w tylec z dwoma chwytami. Przyrządy celownicze mechaniczne, składają się z celownika ramkowego i muszki. Mk 19 Mod 3 może być osadzany na podstawie trójnożnej M3 (od wkm-u M2) oraz na podstawach pokładowych.